# Гайдельберг-Головний
49°24′13″ пн. ш. 8°40′31″ сх. д. / 49.403611111111° пн. ш. 8.6752777777778° сх. д.
Гайдельберг-Головний (нім. Heidelberg Hauptbahnhof; Heidelberg Hbf) — залізнична станція у місті Гайдельберг, Німеччина. У 2024 році середній пасажирообіг склав 42 000 пасажирів на день, і це один з найбільших пасажирських вокзалів у німецькій землі Баден-Вюртемберг. Станція класифікується Deutsche Bahn як станція 2 категорії.
Першу станцію збудували в 1840 році як тупикову поблизу старого міста Гайдельберга, на місці сучасної площі Аденауерплац. Міські проблеми, пов'язані з розширенням частини станції для формування наскрізної станції в 1862 році та відсутність можливостей розширення, призвели до рішення на початку ХХ століття перенести станцію як нову наскрізну на кілометр на захід. Перерване двома світовими війнами, перенесення залізничних споруд Гайдельберга тривало понад 50 років.
Відкрита в 1955 році, станція зараз вважається «найкрасивішою та архітектурно найцікавішою будівлею Deutsche Bundesbahn», а з 1972 року її внесено до списку «культурних пам'яток особливого значення» в реєстр історичних пам'яток Баден-Вюртембергу. Станція розташована на площі Віллі-Брандт-плац приблизно за два кілометри на захід від центру Гайдельбергу. По діагоналі навпроти знаходиться штаб-квартира Heidelberger Druckmaschinen. Її обслуговує S-Bahn Rhein-Neckar.

## Історія

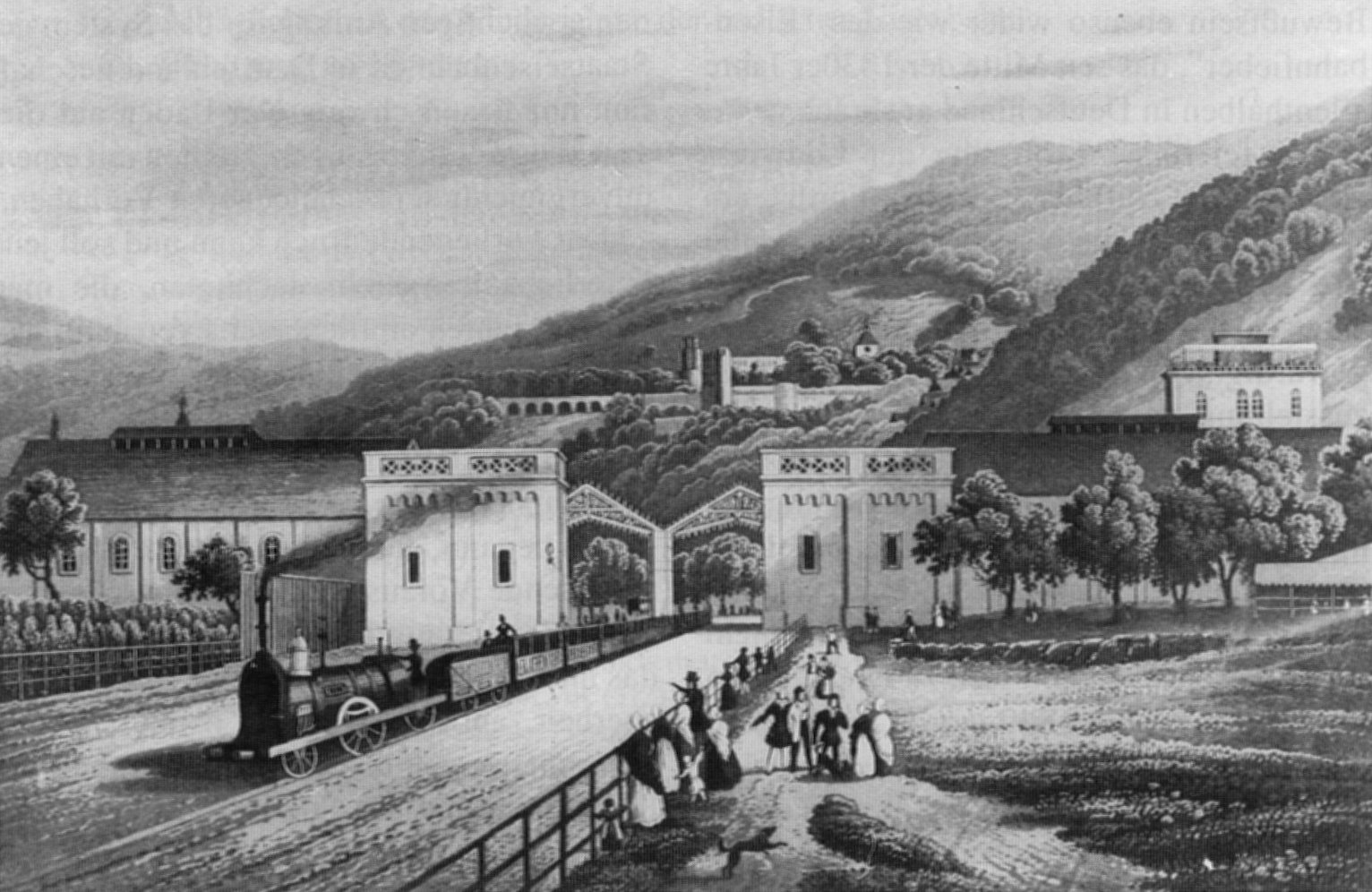
Стара станція в 1840 році

12 вересня 1840 року в Гайдельберзі відкрили тупикову станцію в кінці першої дільниці Баденської магістралі від станції Мангайм-Головний. Вирішено побудувати станцію як тупикову, щоб вона була якомога ближче до міста. Станція знаходилася між сучасними Постштрассе та Бангофштрассе, а Привокзальна площа виходила на Рорбахерштрассе. Вокзал, спроєктований архітектором Фрідріхом Айзенлором, складався з кількох простих будівель у неокласичному стилі з романтичними та орнаментальними елементами.
 Головну будівлю побудовано з боку міста з червоного неккарського пісковику та покрито контрастним шунгітним дахом. Двопрогінний перонний зал перекривав чотири платформні колії та був порівняно великим для того часу — 75 метрів завдовжки та 28 метрів завширшки. Вихід з платформи станції було оточено двома прибрамними водонапірними вежами. На станції було шість стрілочних переводів та 15 поворотних майданчиків, на яких легкі вагони можна було повертати вручну. Згідно з першим розкладом руху, щодня до Мангайма курсували чотири поїзди, що вимагало часу в дорозі від 35 до 40 хвилин.
У 1843 році відкрито лінію від Гайдельбергу до станції Карлсруе-Головний. У 1846 році відкрито залізницю Майн-Неккар до Франкфурта, а другу станцію відкрито в 1848 році із «зразковою архітектурою», яку інтегрували в існуюче колійне поле станції. Айзенлор спроєктував вокзал значною мірою симетричним до існуючої станційної інфраструктури, будівництво якої враховувало можливе розширення на північ. Оскільки залізниця Майн-Неккар була лінією стандартної колії, на відміну від широкої колії 1600 мм Баденської державної залізниці до її перешиття в квітні 1855 року, усі вантажі доводилося перевантажувати, використовуючи вантажне депо посеред станції. Два вокзали були з'єднані аркадою, у центрі якої містилися ворота, що служили головним входом на станцію. Крім того, було дві суміщені колії, що з'єднувалися з віяловим депо та через трансбордер з депо для вагонів. Станція залишалася в такому базовому вигляді наступні 100 років.

### Перетворення на наскрізну станцію в 1862 році та проблеми з міською забудовою
З відкриттям Оденвальдбану в 1862 році станція стала наскрізною та трохи подовжена на південь. У 1873 році Гайдельберг став кінцевою станцією відгалуження до Шветцінгена та Шпаєра. У 1864 році відкрито сполучну криву між лініями до Мангайма та Карлсруе, щоб розвантажити станцію. Нові вантажна та сортувальна станція побудовані в 1873 році на захід від Ремерштрассе вздовж маршруту до Мангайма.
На початку ХХ століття розвиток Берггайму на північ від станції та сучасного Вестштадта на південь від неї перешкодив розширенню залізничної зони. У 1902 році у будні дні зі станції Гайдельберг курсувало 340 поїздів. У розкладі руху 1954/1955 років курсувало понад 400 поїздів. Важливі поїзди далекого прямування обходили Гайдельберг, оскільки пропускна здатність станції була вичерпана.
Водночас станція зазнала змін у міському плануванні. Зі збільшенням дорожнього руху після будівництва Оденвальдбану в 1862 році, зокрема, залізничний переїзд на Рорбахерштрассе на сучасній Аденауерплац виявився надто складним. Наприкінці 1949 року через переїзд, який закривали для дорожнього руху на три-чотири години щодня, проїхало 10 800 транспортних засобів.
У 1893 році там відкрили підземний пішохідний перехід. Пасажири Гайдельберзького трамвая мали проходити через переїзд пішки, оскільки трамвайні колії закінчувалися по обидва боки залізничного переїзду.

### Нова наскрізна станція 1955 року

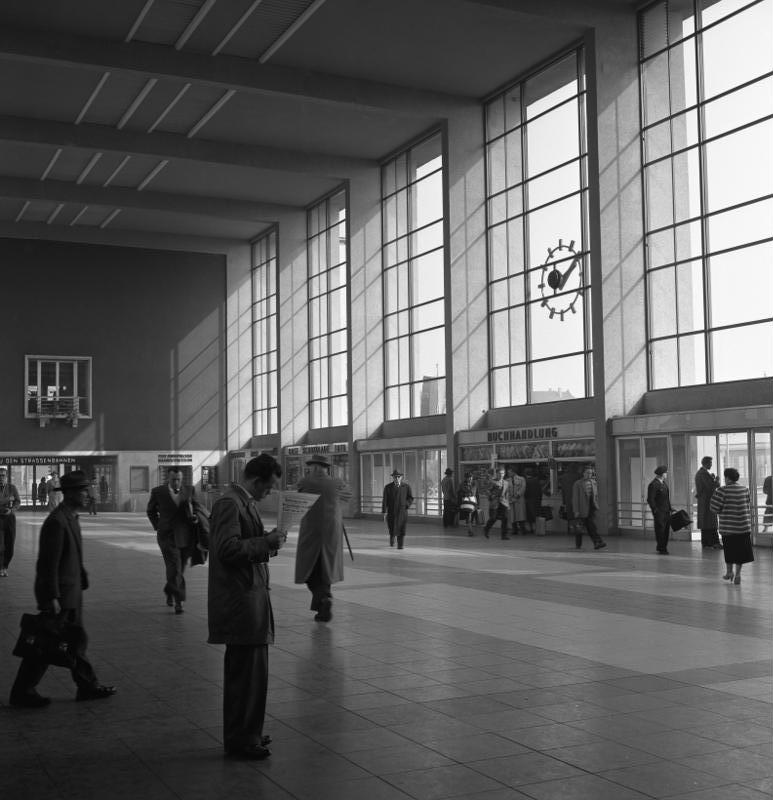
Головний зал вокзалу (1957).

5 травня 1955 року новий вокзал відкрив федеральний президент Теодор Гойс. Президент, який кілька років прожив у Гайдельберзі, прибув до Гайдельбергу спеціальним поїздом з Брухзаля. Фактична експлуатація станції розпочалася проти ночі 8 травня. Це означало, що дві насипи, які тимчасово з'єднувалися зі старою станцією, довелося знести. Між насипами вже побудували колії до нової станції. У перші дні після початку експлуатації виникли початкові проблеми, які пояснювалися технічними проблемами зі стрілками та відсутністю досвіду персоналу із новим обладнанням. 18 рейсів далекого сполучення зупинялися в Гайдельберзі за новим розкладом; раніше вони обходили місто через затори на старій станції.

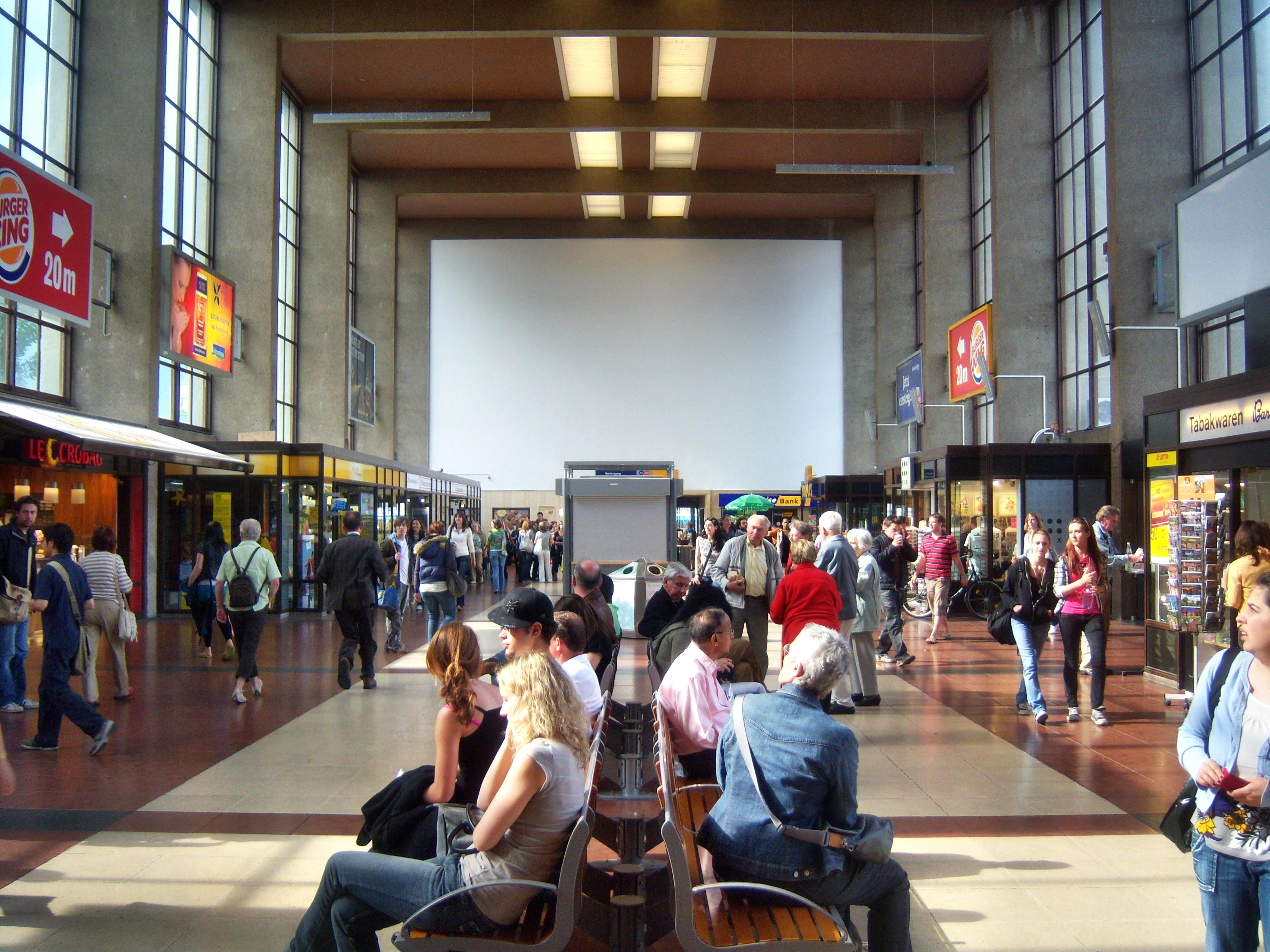
Інтер'єр нової станції

Будівлю нового вокзалу спроєктував директор Німецької залізниці Гельмут Конраді (1903—1973), який в 1920-х роках вивчав архітектуру у Пауля Шміттеннера та Пауля Бонаца зі Штутгартської школи архітектури. Квитковий зал побудували із заскленими поздовжніми стінами під кутом 50 градусів до колій, як це було спроєктовано Гансом Фрізе в нацистський період. На південній стіні, яка має 53 метри завдовжки, 16 метрів завширшки та 12 метрів заввишки, є сграфіто Карла Йозефа Губера на тему руху («Геліос із сонячною колісницею», нім. Helios mit dem Sonnenwagen).
 Другу секцію будівлі збудовано паралельно коліям з приміщеннями для приймання багажу та експрес-вантажів, залами очікування та вокзальним рестораном на першому поверсі та офісами для залізничної адміністрації на верхніх поверхах. У куті між двома секціями будівлі розташовані гвинтові сходи, що з'єднують обидві секції. Від будівлі вокзалу до платформ простягається зал довжиною 91 метр і шириною 20 метрів. Дах залу побудовано з криволінійними поверхнями з попередньо напруженого бетону та заповнений склом.
Під час урочистого відкриття в 1955 році вокзалу дехто критикував його як «скляну вітрину недоступності». Пізніший коментатор вихвалив вестибюль за його «архітектурну та експлуатаційну досконалість». Довгі скляні фасади мають «елегантність та легкість»
,
раніше невідомі в залізничних будівлях, і, як стверджувалося, відповідають «ідеалам архітектури 1950-х років: прозорість, легкість та просторість». Тут сучасність скляного фасаду контрастує з вертикальною структурою фасаду приймальні з його відносно міцними неокласичними бетонними опорами даху, згідно з публікацією Державного управління історичних пам'яток Баден-Вюртембергу у 2010 році.

На західній стороні станції була окрема зона з платформою для армії Сполучених Штатів. Для завантаження багажних та поштових поїздів побудували два багажні тунелі. Замість звичайних до того часу ліфтів пандуси з'єднали з платформами. Для поїздів, що прямували із заходу та прибували до Гайдельберга, поблизу локомотивного депо спорудили 12 під'їзних колій для відстою вагонів, мийку вагонів та вагонну майстерню. На схід від станції спорудили ще чотири під'їзні колії для відстою вагонів

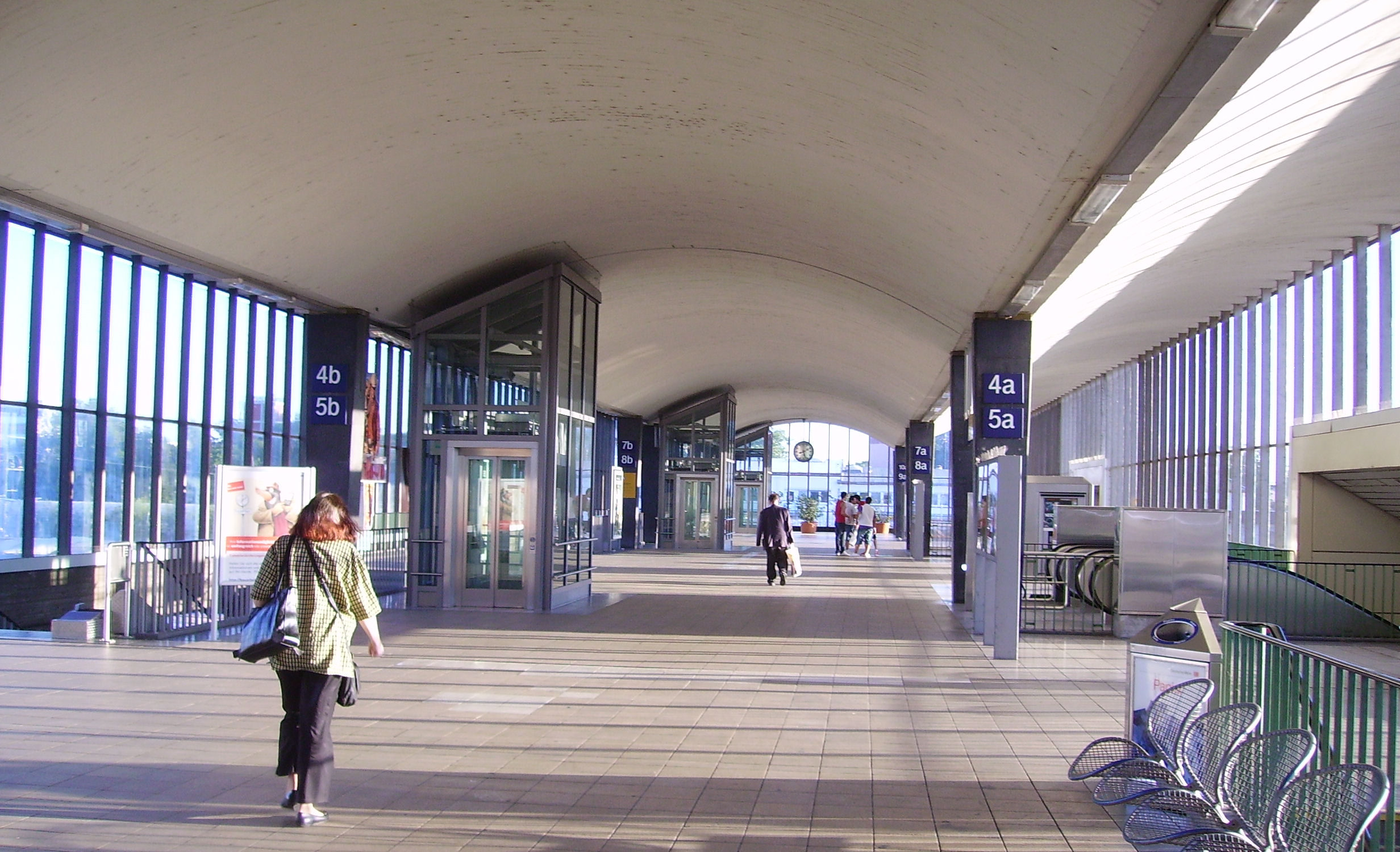
Коридор над платформами у 2008 році після встановлення ескалаторів та ліфтів

З моменту повної електрифікації нової станції Гайдельберг в 1955 році використовуються маневрові електровози. Першими локомотивами, що базувалися в Гайдельберзі, був клас E69, які в 1964 році замінено локомотивами класу E60. Також з 1962 року в депо Гайдельберг розміщувалися перші експрес-локомотиви класу E 10.12 та регіональні електропоїзди класу ET 56. Експлуатація паровозів до Гайдельбергу припинено в 1965 році, а вугільні потужності закрито в 1968 році. Станом на 1970 рік у Гайдельберзі обслуговувалися лише маневрові локомотиви та вагони; у травні 1989 року депо закрили.
Закриття відгалуження до Шветцингену в 1966 році призвело до припинення трафіку багатьох далекомагістральних поїздів через Гайдельберг в 1990-х роках. Навесні 2003 року між міжплатформним залом та платформами спорудили ліфти, щоб забезпечити безбар'єрний доступ для людей з інвалідністю. Ще в 1987 році на платформах встановили ескалатори для пасажирів міжміського руху. У грудні 2003 року станція Гайдельберг стала вузловою на міській залізниці Рейн-Неккар.
Припинення перевезення пошти залізницею у липні 1997 року призвело до закриття залізничного поштового відділення, яке розташовувалося на південь від мосту Монпельє, поблизу станції. Також в 1997 році і закрито сортувальну та вантажну станції в Гайдельберзі, операції перенесено на станцію Мангайм. Спочатку станцію спроєктовано з пропускною здатністю 2500 вагонів на день, але тепер обробляє від 400 до 500 вагонів на день.
Будівництво нового району Банштадт розпочато у 2010 році на території колишньої вантажної станції та операційного депо. З метою розвитку Банштадту розширили зали станційного вестибюля на південь.

## Послуги

### Далеке прямування

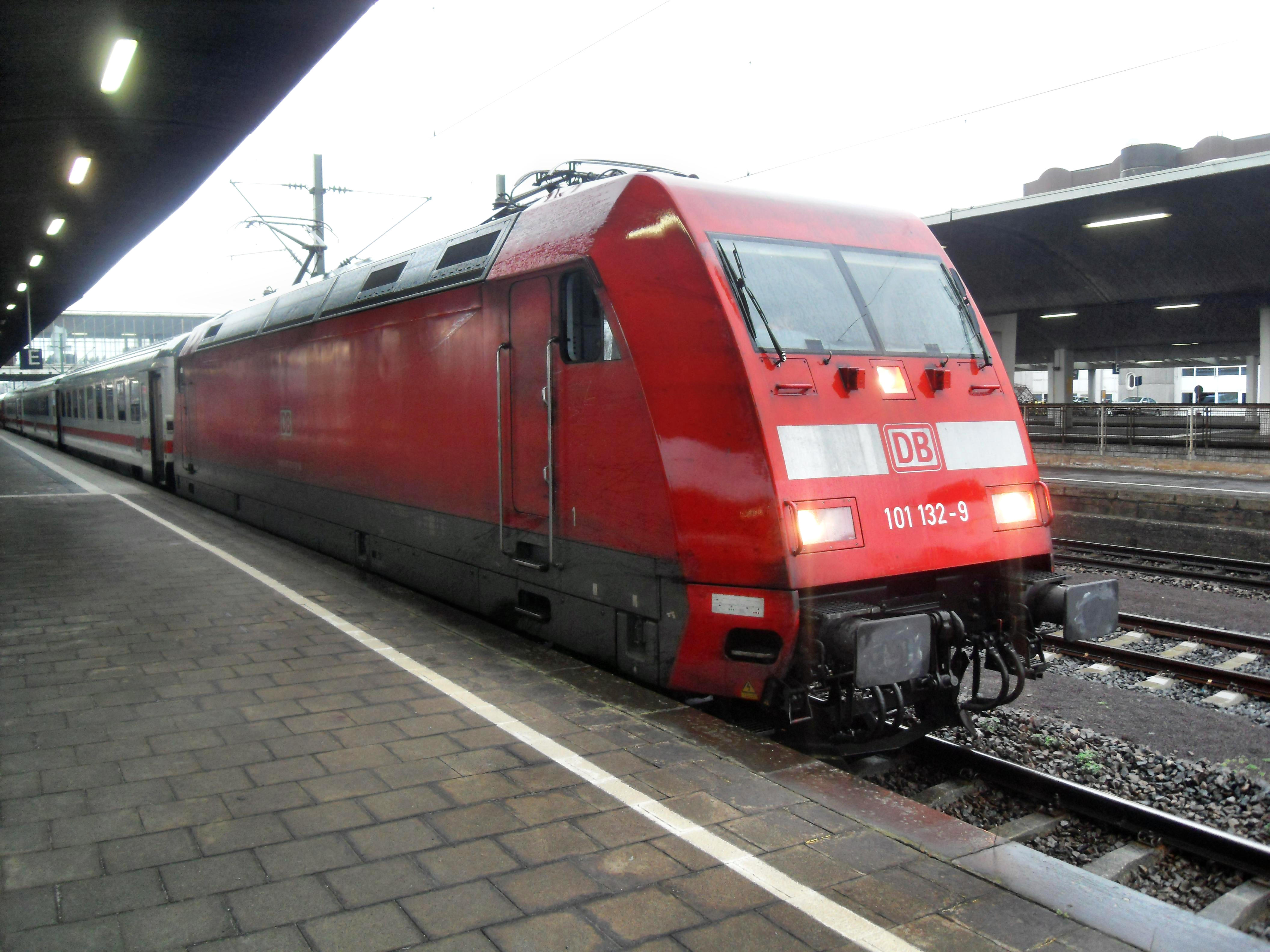
EuroCity на Гайдельберг-Головний

Станцію обслуговують поїзди Intercity та EuroCity, а також окремі поїзди Intercity-Express.
| Лінія        | Маршрут | Маршрут | Інтервал                 |
| ------------ | --- | --- | ------------------------ |
| ICE 22       | (Кіль) — Гамбург — Ганновер — Геттінген — Кассель-Вільгельмсгее — Франкфурт — Франкфуртський аеропорт — Мангайм — Гайдельберг — Штутгарт | (Кіль) — Гамбург — Ганновер — Геттінген — Кассель-Вільгельмсгее — Франкфурт — Франкфуртський аеропорт — Мангайм — Гайдельберг — Штутгарт | 1 пара поїздів           |
| ICE 26       | (Штральзунд –) Гамбург — Ганновер — Геттінген — Кассель-Вільгельмсгее — Гіссен — Франкфурт — Дармштадт — Гайдельберг — Брухзаль — Карлсруе | (Штральзунд –) Гамбург — Ганновер — Геттінген — Кассель-Вільгельмсгее — Гіссен — Франкфурт — Дармштадт — Гайдельберг — Брухзаль — Карлсруе | Що 2 години              |
| IC 26        | Вестерланд-Зюльт — Гамбург — Ганновер — Геттінген — Кассель-Вільгельмсгее — Гіссен — Франкфурт — Дармштадт — Гайдельберг — Брухзаль — Карлсруе | Вестерланд-Зюльт — Гамбург — Ганновер — Геттінген — Кассель-Вільгельмсгее — Гіссен — Франкфурт — Дармштадт — Гайдельберг — Брухзаль — Карлсруе | Деякі поїзди             |
| ICE 32       | Мюнстер ← Обергаузен ← Дюссельдорф ← | Кельн — Бонн — Кобленц — Майнц — Мангайм — Гайдельберг — Штутгарт — Ульм — Фрідріхсгафен — Ліндау-Ройтін — Брегенц — Занкт-Антон — Інсбрук | 1 пара поїздів           |
| ICE 32       | Дортмунд → Вупперталь → | Кельн — Бонн — Кобленц — Майнц — Мангайм — Гайдельберг — Штутгарт — Ульм — Фрідріхсгафен — Ліндау-Ройтін — Брегенц — Занкт-Антон — Інсбрук | 1 пара поїздів           |
| EC 32        | Франкфурт — Дармштадт — Бенсгайм — Вайнгайм — Гайдельберг — Штутгарт — Ульм — Фрідріхсгафен — Ліндау-Ройтін — Інсбрук — Зальцбург — Відень — Аеропорт Відня | Франкфурт — Дармштадт — Бенсгайм — Вайнгайм — Гайдельберг — Штутгарт — Ульм — Фрідріхсгафен — Ліндау-Ройтін — Інсбрук — Зальцбург — Відень — Аеропорт Відня | 1 пара поїздів           |
| IC 34        | (Штутгарт — Пфорцгайм — Карлсруе — Гайдельберг — Мангайм — Франкфурт-Аеропорт –) Франкфурт — Вецлар — Зіген — Кройцталь — Фіннентроп — Ізерлон — Віттен — Дортмунд | (Штутгарт — Пфорцгайм — Карлсруе — Гайдельберг — Мангайм — Франкфурт-Аеропорт –) Франкфурт — Вецлар — Зіген — Кройцталь — Фіннентроп — Ізерлон — Віттен — Дортмунд | Пн–Пт: 1 поїзд (вночі)   |
| IC 35        | Норддайх-Моле — Норддайх — Емден — Мюнстер — Реклінггаузен — Гельзенкірхен — Обергаузен — Дуйсбург — (Аеропорт Дюссельдорф –) Дюссельдорф — Кельн — Бонн — Кобленц — Майнц — Мангайм — Гайдельберг — Вайхінген (Енц) — Штутгарт | Норддайх-Моле — Норддайх — Емден — Мюнстер — Реклінггаузен — Гельзенкірхен — Обергаузен — Дуйсбург — (Аеропорт Дюссельдорф –) Дюссельдорф — Кельн — Бонн — Кобленц — Майнц — Мангайм — Гайдельберг — Вайхінген (Енц) — Штутгарт | 1 пара поїздів у вихідні |
| ICE 42       | Дортмунд — Ессен — Дуйсбург — Дюссельдорф — Кельн — Аеропорт Кельн/Бонн — Зігбург/Бонн — Монтабаур — Вісбаден — Майнц — Франкфурт-на-Майні — Мангайм — Гайдельберг — Брухзаль — Карлсруе — Вайхінген-Енц — Людвігсбург — Штутгарт — Ульм — Аугсбург — Мюнхен | Дортмунд — Ессен — Дуйсбург — Дюссельдорф — Кельн — Аеропорт Кельн/Бонн — Зігбург/Бонн — Монтабаур — Вісбаден — Майнц — Франкфурт-на-Майні — Мангайм — Гайдельберг — Брухзаль — Карлсруе — Вайхінген-Енц — Людвігсбург — Штутгарт — Ульм — Аугсбург — Мюнхен | 1 пара поїздів           |
| ICE 45       | Кельн — Аеропорт Кельн/Бонн — Вісбаден — Майнц — Мангайм — Гайдельберг — Штутгарт | Кельн — Аеропорт Кельн/Бонн — Вісбаден — Майнц — Мангайм — Гайдельберг — Штутгарт | 1 пара поїздів (пн–пт)   |
| IC 51        | Лейпциг — Веймар — Ерфурт — Гота — Айзенах — Фульда — Франкфурт-Південний — Дармштадт — Гайдельберг — Карлсруе | Лейпциг — Веймар — Ерфурт — Гота — Айзенах — Фульда — Франкфурт-Південний — Дармштадт — Гайдельберг — Карлсруе | 1 поїзд (неділя)         |
| IC 55        | Дрезден — Дрезден-Нойштадт — Різа — Лейпциг — Лейпциг/Галле-Аеропорт — Галле — Кетен — Магдебург — Гельмштедт — Брауншвейг — Ганновер — Мінден — Бад-Енгаузен — Герфорд — Білефельд — Гютерсло — Гамм — Дортмунд — Гаген — Вупперталь — Золінген — Кельн — Бонн — Кобленц — Майнц — Мангайм — Гайдельберг — Вайхінген (Енц) — Штутгарт – Плохінген — Ройтлінген — Тюбінген | Дрезден — Дрезден-Нойштадт — Різа — Лейпциг — Лейпциг/Галле-Аеропорт — Галле — Кетен — Магдебург — Гельмштедт — Брауншвейг — Ганновер — Мінден — Бад-Енгаузен — Герфорд — Білефельд — Гютерсло — Гамм — Дортмунд — Гаген — Вупперталь — Золінген — Кельн — Бонн — Кобленц — Майнц — Мангайм — Гайдельберг — Вайхінген (Енц) — Штутгарт – Плохінген — Ройтлінген — Тюбінген | Кожні 2 години           |
| ICE 62       | Франкфурт — Дармштадт — Вайнгайм — Гайдельберг — Штутгарт — Мюнхен — Зальцбург | Франкфурт — Дармштадт — Вайнгайм — Гайдельберг — Штутгарт — Мюнхен — Зальцбург | Кожні 2 години           |
| IC 87        | Франкфурт — Гайдельберг — Штутгарт — Зінген (Гоентвіль) (– Цюрих/Констанц) | Франкфурт — Гайдельберг — Штутгарт — Зінген (Гоентвіль) (– Цюрих/Констанц) | Індивідуальні послуги    |
| FlixTrain 10 | Берлін-Головний — Берлін-Зюдкройц — Галле (Заале) — Ерфурт — Гота — Айзенах — Фульда — Франкфурт Південний — Дармштадт — Гайдельберг — Штутгарт | Берлін-Головний — Берлін-Зюдкройц — Галле (Заале) — Ерфурт — Гота — Айзенах — Фульда — Франкфурт Південний — Дармштадт — Гайдельберг — Штутгарт | 1–2 пари поїздів         |

### Регіональні послуги

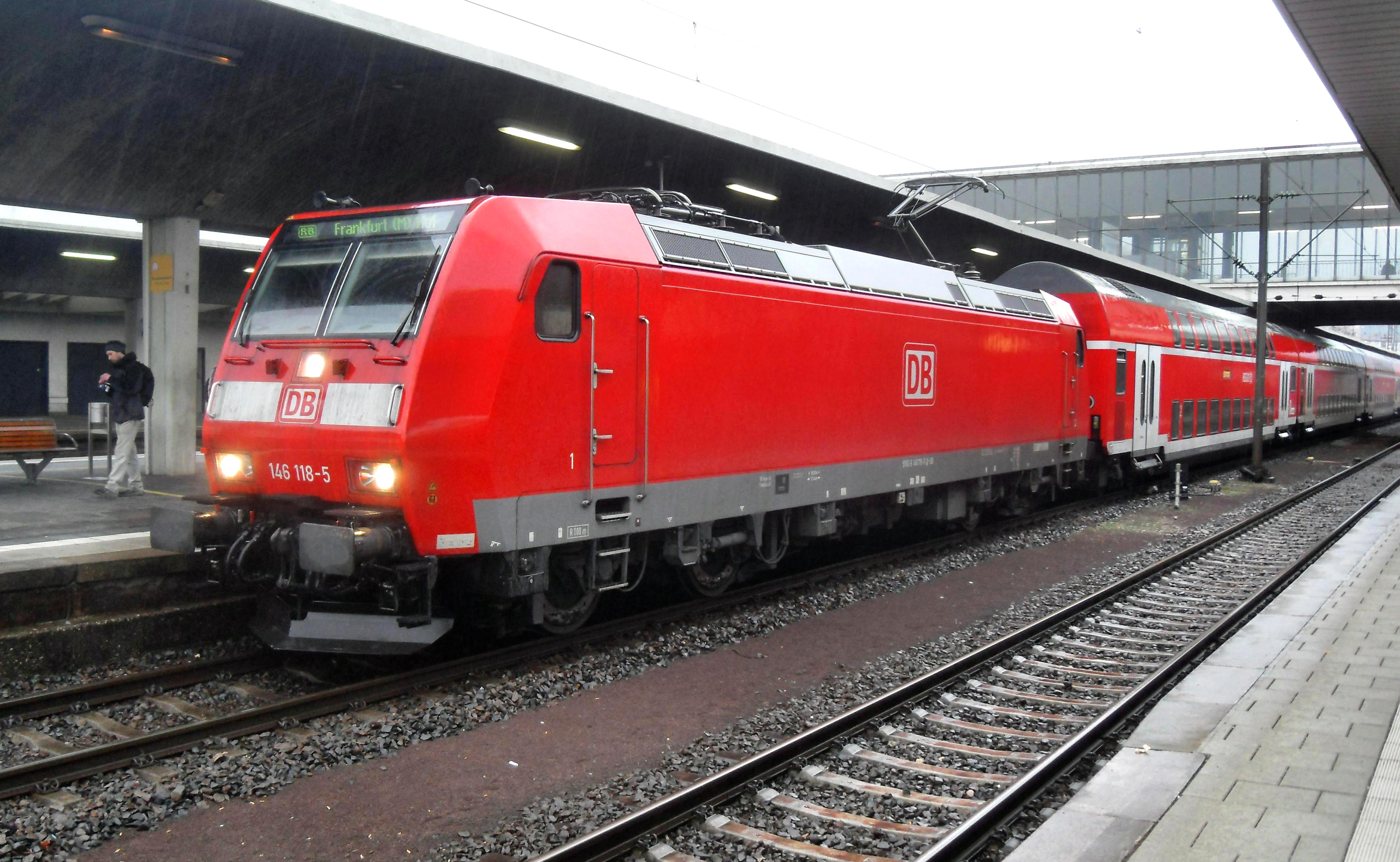
Поїзд Regionalbahn з електровозом типу Bombardier Traxx на станції Гайдельберг прямують до Франкфурта залізницею Майн-Неккар

У місцевих залізничних пасажирських перевезеннях є щогодинне сполучення Regionalbahn через Дармштадт до Франкфурта, а також з понеділка по п'ятницю до Віслох-Вальдорф через Гайдельберг-Кірхгайм/Рорбах, два рейси Regional-Express до Гайльбронна, кожен з яких курсує кожні дві години по черзі через Зінсгайм або Ебербах та Мосбах-Неккарельц, а також щогодинне сполучення Regional-Express до Карлсруе.
| Лінія  | Маршрут | Інтервал          |
| ------ | --- | ----------------- |
| RE 1   | Гайдельберг — Мангайм — Нойштадт — Гомбург — Саарбрюккен — Трір — Кобленц                                        | Одна пара поїздів |
| RE 10a | Мангайм — Гайдельберг — Ебербах — Мосбах-Неккарельц — Бад-Фрідріхсгалль — Гайльбронн                             | Кожні дві години  |
| RE 10b | Мангайм — Гайдельберг — Меккесгайм — Зінсгайм — Бад-Фрідріхсхалл — Гайльбронн                                    | Кожні дві години  |
| RE 40  | Мангайм — Гайдельберг — Віслох-Вальдорф — Брухзаль — Карлсруе — Фройденштадт                                     | Одна пара поїздів |
| RE 73  | (Мангайм –) Гайдельберг — Віслох-Вальдорф — Брухзаль — Карлсруе                                                  | Щогодини          |
| RB 68  | Франкфурт-на-Майні — Дармштадт — Бенсгайм — Вайнгайм — Ной-Едінген/Фрідріхсфельд — Гайдельберг — Віслох-Вальдорф | Щогодини          |

### Станція Рейн-Неккар S-Bahn
Станція Гайдельберг-Головний також має важливе значення для регіонального транспорту та є важливим вузлом на міській залізниці Рейн-Неккар, якою з 2003 року керує компанія DB Regio.

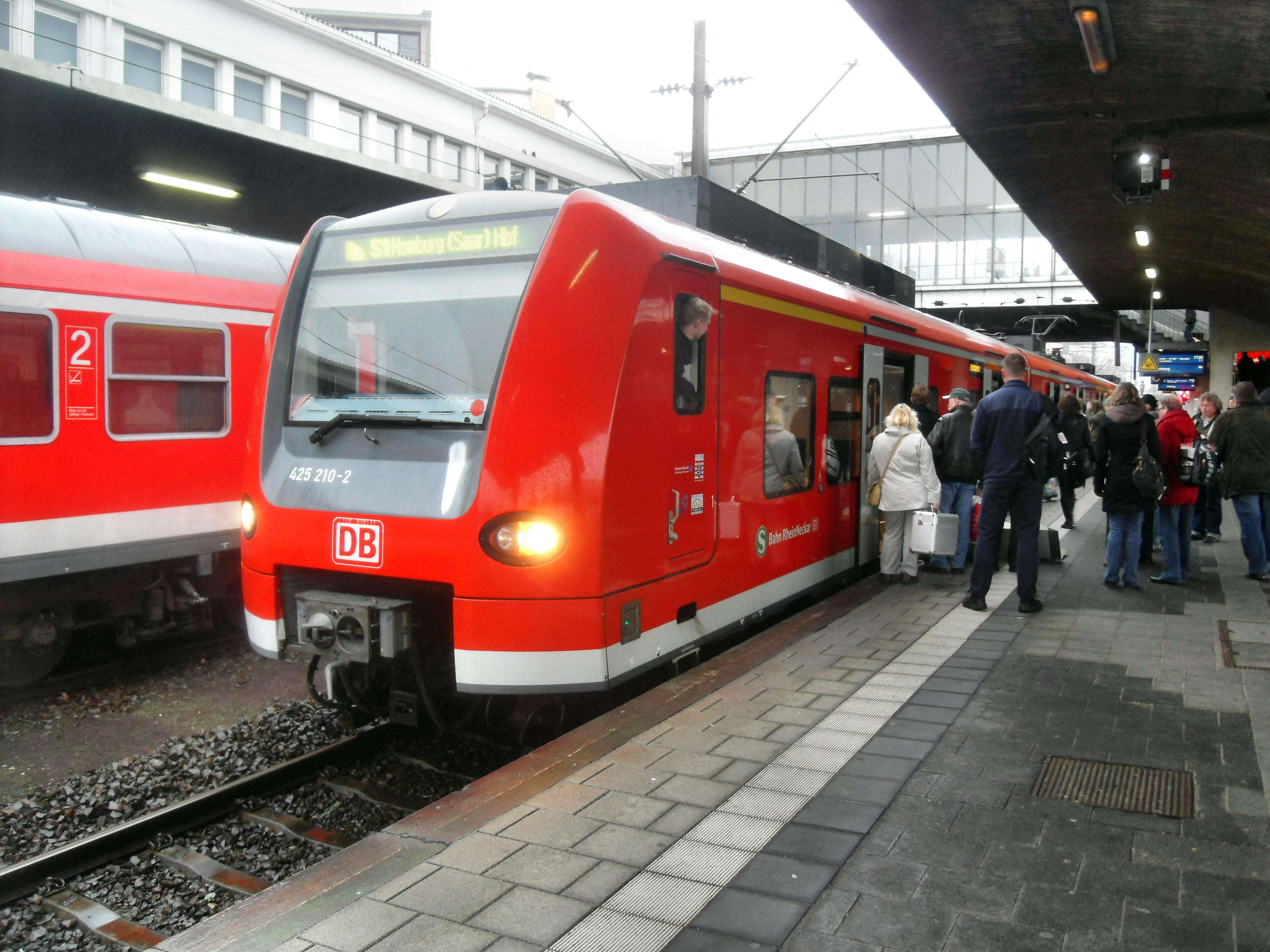
Потяг лінії S1 міської залізниці Рейн-Неккар, що обслуговується електропоїздами класу 425, відправляється до Гомбургу

| Лнія | Маршрут |
| ---- | --- |
| S1   | Гомбург — Кайзерслаутерн — Нойштадт (Вайнштраф) — Людвігсгафен (Рейн) — Мангайм — Гайдельберг — Некаргемюнд — Ебербах — Мосбах (Баден) — Остербуркен |
| S2   | Кайзерслаутерн — Нойштадт (Вайнстр) — Людвігсгафен (Рейн) — Мангайм — Гайдельберг — Неккаргемюнд — Ебербах — (Мосбах (Баден))                        |
| S3   | Гермерсгайм — Шпаєр — Людвігсгафен (Рейн) — Мангайм — Гайдельберг — Віслох-Вальдорф — Брухзаль — Карлсруе                                            |
| S4   | Гермерсгайм — Шпаєр — Людвігсгафен (Рейн) — Мангайм — Гайдельберг — Віслох-Вальдорф — Брухзаль                                                       |
| S5   | Гайдельберг — Неккаргемюнд — Меккесгайм — Зінсгайм (Ельзенц) — Еппінген                                                                              |
| S51  | (Мангайм –) Гайдельберг — Агластергаузен |

### Автобуси далекого сполучення
Також здійснюється міжміське автобусне сполучення, різними компаніями, такими як Flixbus та DeinBus.de у кількох національних та міжнародних напрямках.